# Fay (nome)
Fay  è un nome proprio di persona inglese femminile.

## Varianti
- Femminili: Fae[1], Faye[1]

## Origine e diffusione

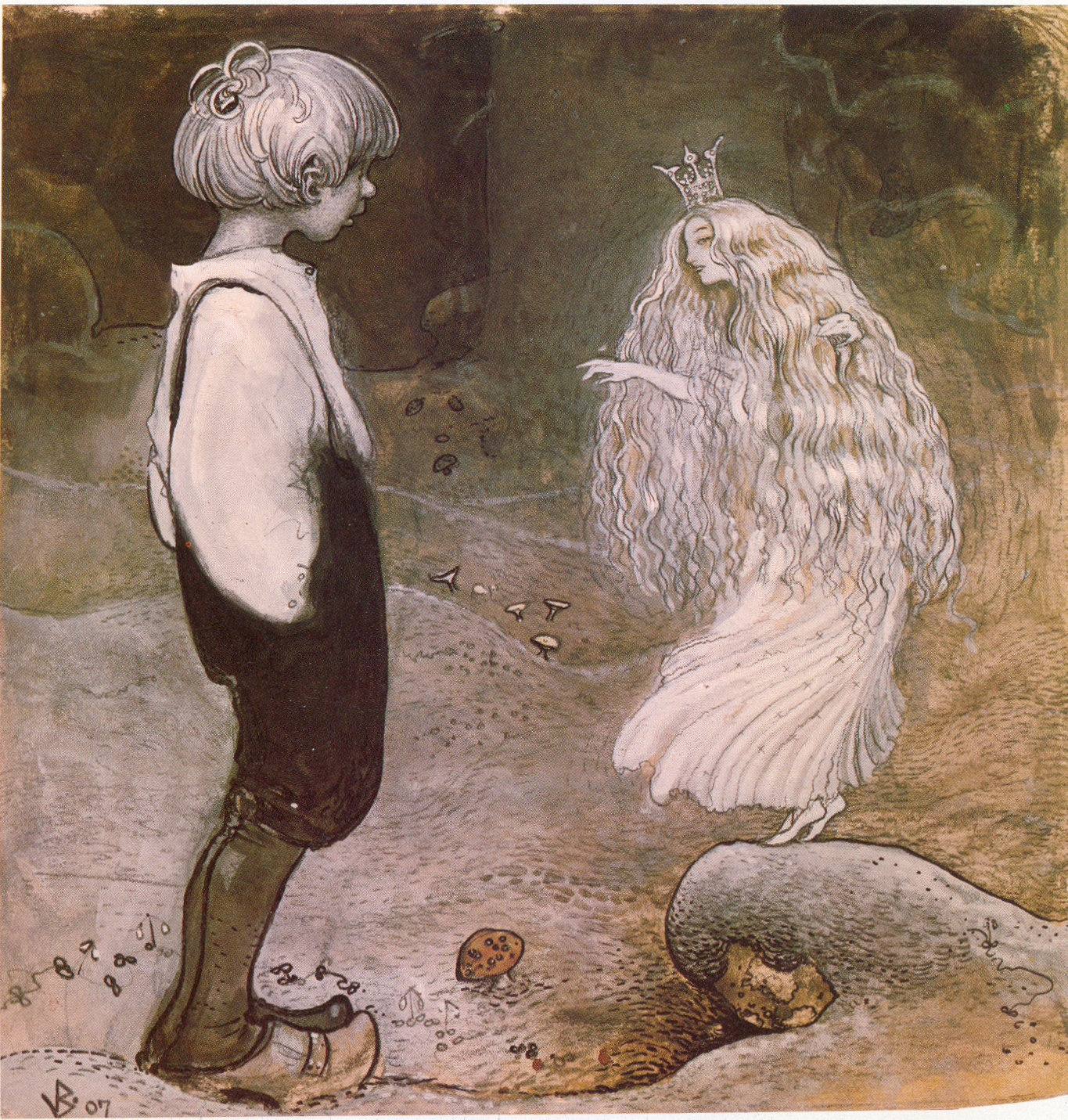
Illustrazione con una fata di John Bauer

Deriva dal termine medio inglese faie, che significa "fata" (etimologicamente derivante dal latino fata), ma può anche derivare dalla stessa radice di Faith. È usato come nome proprio di persona sin dal XIX secolo.

## Onomastico
Il nome è adespota, cioè non è portato da alcuna santa, quindi l'onomastico ricade il 1º novembre, in occasione di Ognissanti.

## Persone
- Fay Bainter, attrice statunitense
- Fay Lanphier, modella statunitense
- Fay Toyne, tennista australiana

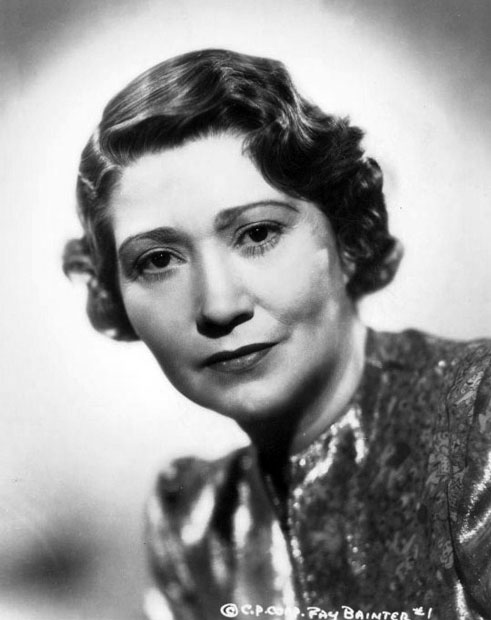
Fay Bainter

- Fay Weldon, scrittrice, drammaturga e saggista britannica
- Fay Wray, attrice statunitense

### Variante Faye
- Faye Dunaway, attrice statunitense
- Faye Grant, attrice statunitense

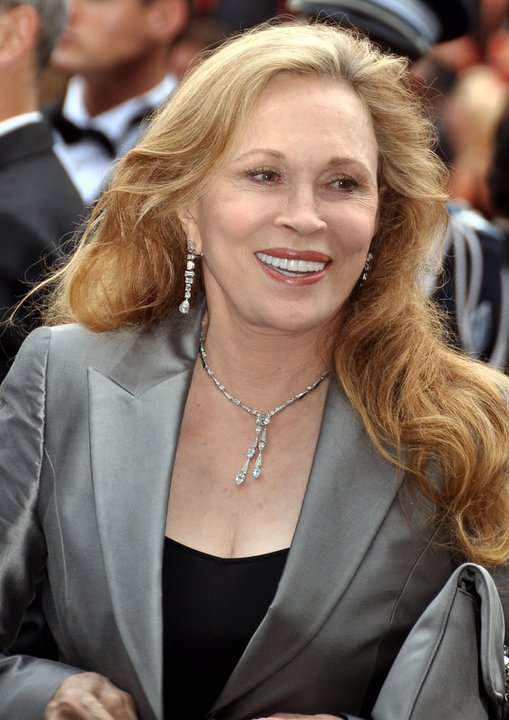
Faye Dunaway

- Faye Kellerman, dentista e scrittrice statunitense
- Faye Reagan, pornoattrice statunitense
- Faye White, calciatrice britannica
- Faye Wong, cantante e attrice cinese

## Il nome nelle arti
- Faye Chamberlain è un personaggio della serie di romanzi I diari delle streghe, scritta da Lisa Jane Smith, e della serie televisiva da essa tratta The Secret Circle.
- Faye Valentine è un personaggio dell'anime Cowboy Bebop.